# 香芝市立香芝中学校
香芝市立香芝中学校（かしばしりつ かしばちゅうがっこう）は、奈良県香芝市にある公立中学校。

## 学区
- 下田・三和・鎌田小学校区（一部地域で香芝東中学校を選択することが可能である）[1]。

## 所在地
- 住所 : 奈良県香芝市磯壁1丁目1058-2
- 最寄駅 : 近鉄大阪線 近鉄下田駅、JR和歌山線 香芝駅、近鉄南大阪線 二上神社口駅

## 著名な卒業生
- 楢﨑正剛（元サッカー選手）
- 山中美和子（元女子陸上長距離選手、ダイハツ陸上部監督）
- 吹石一恵（女優・タレント）
- 藤高宗一郎（バスケットボール、バンビシャス奈良所属）
- 西田凌佑 (プロボクサー、六島ボクシングジム所属)

## 学区が隣接している学校
- 香芝市立香芝西中学校
- 香芝市立香芝北中学校
- 上牧町立上牧中学校
- 香芝市立香芝東中学校
- 大和高田市立高田西中学校
- 葛城市立白鳳中学校